# Plectrohyla pycnochila
Espèce
Statut de conservation UICN

 CR B1ab(iii) : 
En danger critique
Plectrohyla pycnochila est une espèce d'amphibiens de la famille des Hylidae.

## Répartition
Cette espèce est endémique du Mexique. Elle se rencontre entre 2 000 et 2 600 m d'altitude sur la meseta Central de Chiapas dans l'État du Chiapas.

## Publication originale
- Rabb, 1959 : A New Frog of the Genus Plectrohyla from the Sierra de los Tuxtlas, Mexico. Herpetologica, vol. 15, no 1, p. 45-47.